# بخش اندرای
بخش اندرای (به اسپانیایی: Andaray District) یک سکونتگاه مسکونی در پرو است که در منطقه ارکیپا واقع شده‌است.

## خصوصیات
بخش اندرای ۸۴۷٫۵۶ کیلومترمربع مساحت و ۸۰۸ نفر جمعیت دارد و ۳٬۰۵۰ متر بالاتر از سطح دریا واقع شده‌است.